# آلي ماكليود
آلي ماكليود (بالإنجليزية: Ally MacLeod)‏ (26 فبراير 1931 بغلاسكو في المملكة المتحدة - 1 فبراير 2004 بغلاسكو في المملكة المتحدة) هو مدرب كرة قدم ولاعب كرة قدم بريطاني في مركز جناح ‏. لعب مع بلاكبيرن روفرز ونادي سانت ميرين ونادي هيبرنيان ونادي لانارك الثالث ونادي آير يونايتد.

## وصلات خارجية
- آلي ماكليود على موقع IMDb (الإنجليزية)

- آلي ماكليود على موقع قاعدة بيانات كرة القدم.إي يو (الإنجليزية)
- آلي ماكليود على موقع عالم كرة القدم.نت (الإنجليزية)